# Мануйлівський проспект
Мануйлівський проспект у Мануйлівці Нижньодніпровського району міста Дніпро. Проспектом проходить автошлях Т0401 Дніпро-Мелітополь.

## Опис
Проспект тягнеться із заходу на схід. Довжина проспекту 2400 метрів. На заході починається у межі Амура, проходить по робочій околиці Мануйлівки — Барафі; і закінчується на Слобожанському проспекті.

## Історія
2015 року проспект Воронцова перейменовано на Мануйлівський проспект, як головну вулицю давньої козацької Мануйлівки.

## Будівлі
- № 1 — ДК заводу імені «Комінтерн»,
- Пам'ятник виконавшим «інтернаціональний обов'язок» в Афганістані,
- Пам'ятник учасникам Амур-Нижньодніпровського антифашистського підпілля,
- № 13 — Казначейство Амур-Нижньодніпровського району,
- № 29 — міська клінічна лікарня № 9,
- № 31 — Виконавчий комітет Амур-Нижньодніпровського району,
- стадіон заводу імені Комінтерну,
- Храм Преподобного Серафима Саровського УПЦ-МП,
- Пам'ятник загиблим радянським воїнам на братській могилі,
- № 65а — Сонячний ринок.

## Перехресні вулиці
- вулиця Нечуя-Левицького
- вулиця Гарібальді
- Ясельна вулиця
- вулиця Федора Сторубля
- Просвітянська вулиця
- Маріупольська вулиця
- вулиця Брандіса
- Балаклавська вулиця
- Зарічна вулиця
- Неманський тупик
- Луганська вулиця
- Карпова вулиця
- Ростовська вулиця
- вулиця Побежимова
- вулиця Техноартівська
- Луговська вулиця
- Слобожанський проспект
- вулиця Любарського

## Транспорт
Мануйлівським проспектом проходять тролейбусні маршрути № 3, 15.

## Свавілля міської влади
12-14 грудня 2016 році почалося масове протиправне винищення зелених насаджень Мануйлівського проспекту, під корінь було зрубано більше 20 дерев, переважна більшість з яких абсолютно здорові. Процес вирубки триває[коли?][джерело?].

## Галерея

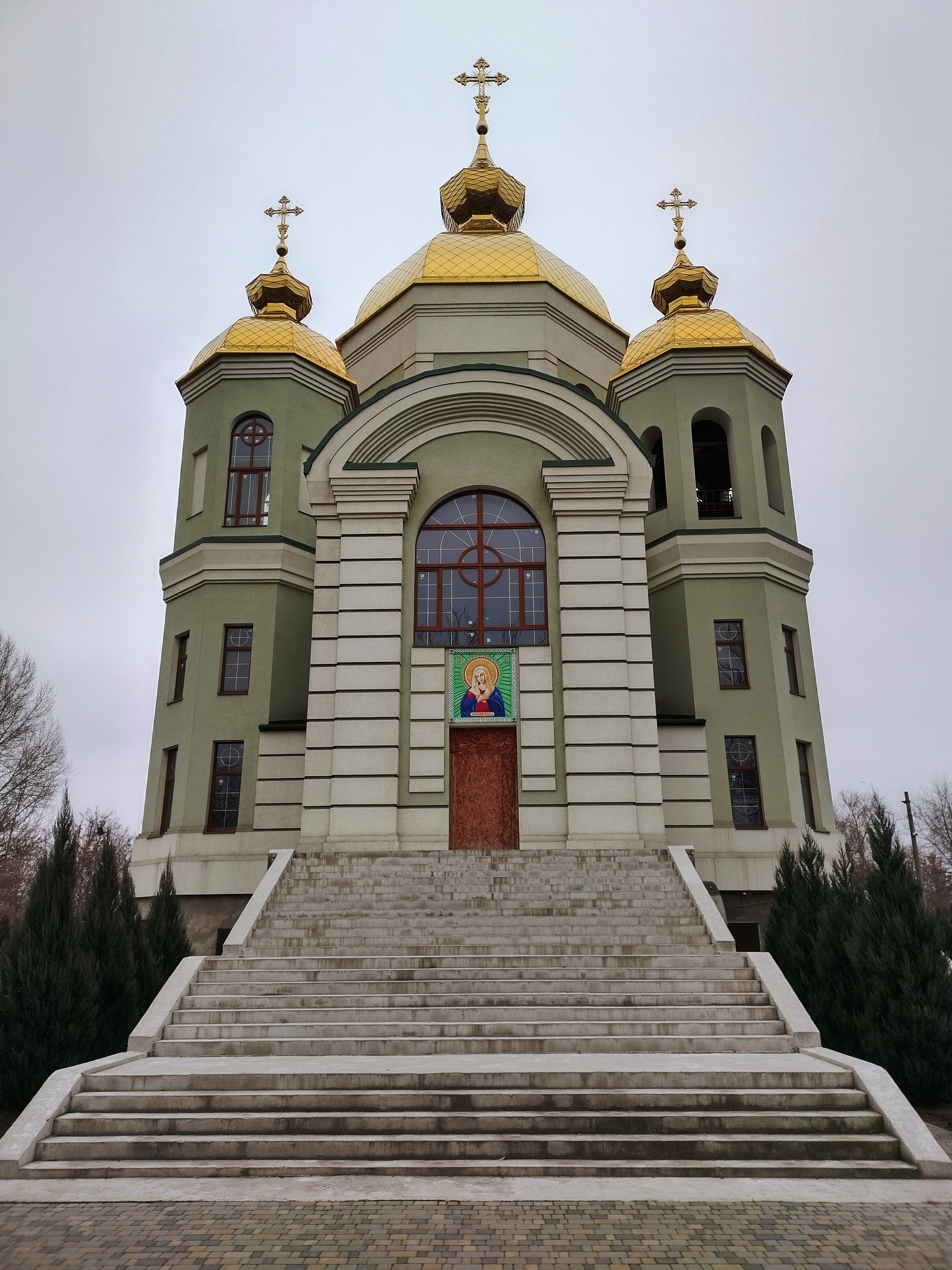
Храмовий комплекс на честь ікони "Божої Матері розчулення" та преподобного Серафима Саровського
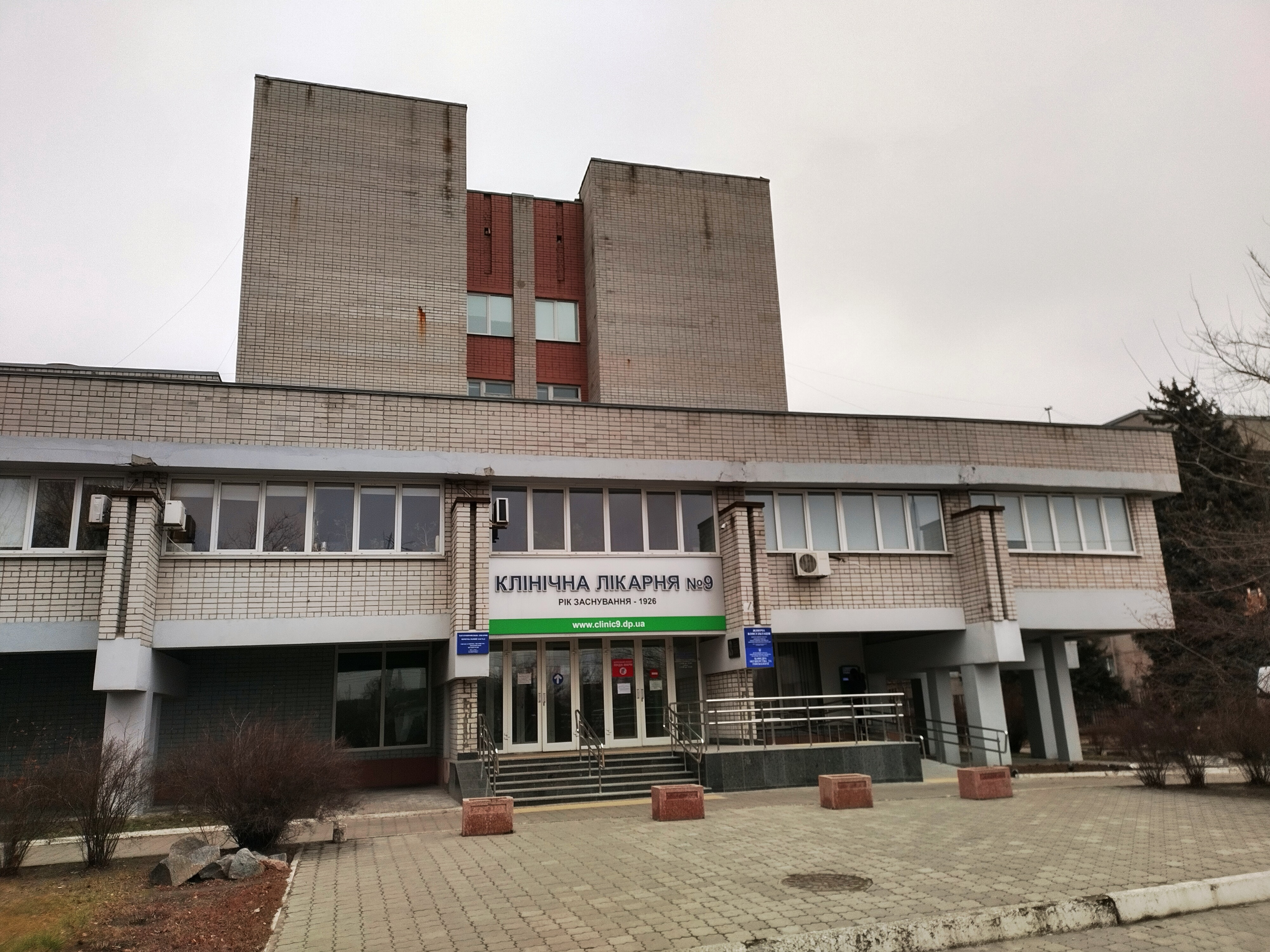
Новий корпус міської клінічної лікарні № 9
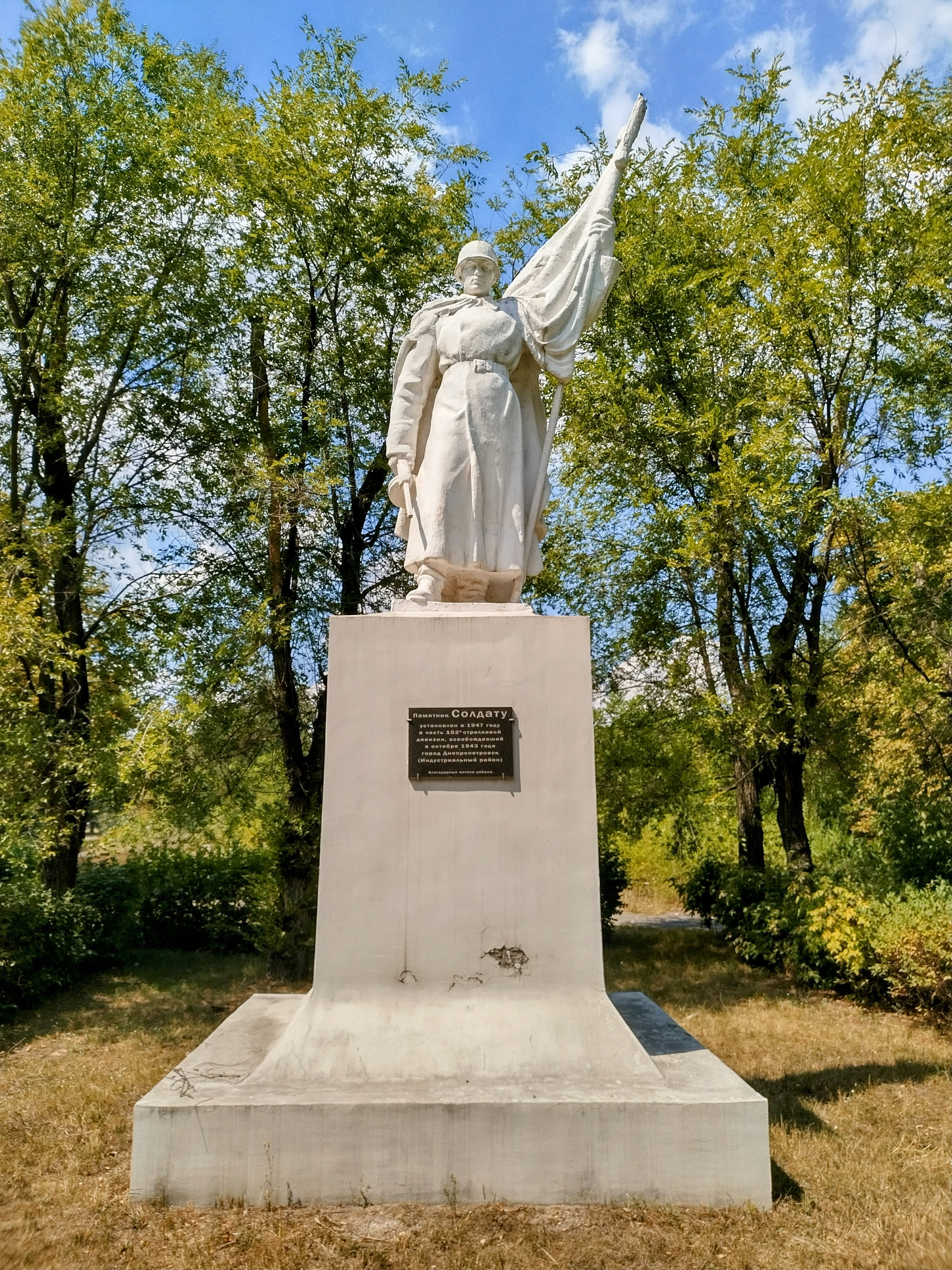
Пам'ятник Солдату в парку Сагайдак, встановлений у 1947 р.